# Ayeni Bosun
Ayeni Bosun (Lagos, 8 novembre 1978) è un ex calciatore nigeriano, di ruolo centrocampista.

## Carriera
Dopo gli inizi in patria, è approdato in Italia transitando brevemente nella Reggiana; ha poi giocato nella massima serie rumena per il Timișoara, in Serie B per la Fidelis Andria e infine nella massima divisione danese, dove ha militato per molti anni in vari club. Conta inoltre 2 apparizioni con la nazionale nigeriana.

## Statistiche

### Cronologia presenze e reti in nazionale
| Cronologia completa delle presenze e delle reti in nazionale ― Nigeria | Cronologia completa delle presenze e delle reti in nazionale ― Nigeria | Cronologia completa delle presenze e delle reti in nazionale ― Nigeria | Cronologia completa delle presenze e delle reti in nazionale ― Nigeria | Cronologia completa delle presenze e delle reti in nazionale ― Nigeria | Cronologia completa delle presenze e delle reti in nazionale ― Nigeria | Cronologia completa delle presenze e delle reti in nazionale ― Nigeria | Cronologia completa delle presenze e delle reti in nazionale ― Nigeria |
| Data                                                                   | Città                                                                  | In casa                                                                | Risultato                                                              | Ospiti                                                                 | Competizione                                                           | Reti                                                                   | Note                                                                   |
| ---------------------------------------------------------------------- | ---------------------------------------------------------------------- | ---------------------------------------------------------------------- | ---------------------------------------------------------------------- | ---------------------------------------------------------------------- | ---------------------------------------------------------------------- | ---------------------------------------------------------------------- | ---------------------------------------------------------------------- |
| 24-3-2001                                                              | Chingola                                                               | Zambia                                                                 | 1 – 1                                                                  | Nigeria                                                                | Qual. Coppa d'Africa 2002                                              | -                                                                      |                                                                        |
| 20-11-2002                                                             | Lagos                                                                  | Nigeria                                                                | 0 – 0                                                                  | Giamaica                                                               | Amichevole                                                             | -                                                                      | 32’                                                                    |
| Totale                                                                 |                                                                        | Presenze                                                               | 2                                                                      |                                                                        | Reti                                                                   | 0                                                                      |                                                                        |